# Офидий Коресний Марцел
Офидий Коресний Марцел (на гръцки: Κορεσνίου Μαρκέλλου; на латински: Aufidius Coresnius Marcellus) е римски управител (legatus Augusti pro praetore Thraciae) на провинция Тракия по времето на август Филип I Араб и августа Отацилия Севера между 245 и 249 г.
Произхожда от знатния римски род Офидиите. Името му е известно от два надписа – статуи, които издигнал в чест на Филип Араб и Отацилия Севера в Емпориум Дискодуратера (дн. с. Гостилица). Вероятно при неговото управление през пролетта на 248 г. в провинция Тракия нахлуват големи групи готски племена, с които той вероятно воюва. От този период са запазени множество съкровища от Софийско, Пазарджишко, Пловдивско, Старозагорско, Хасковско, Сливенско и Бургаско. На юг готите достигат до Хадрианопол (дн. Одрин) без да успеят на превземат по-голям град.